# 巴格马蒂河

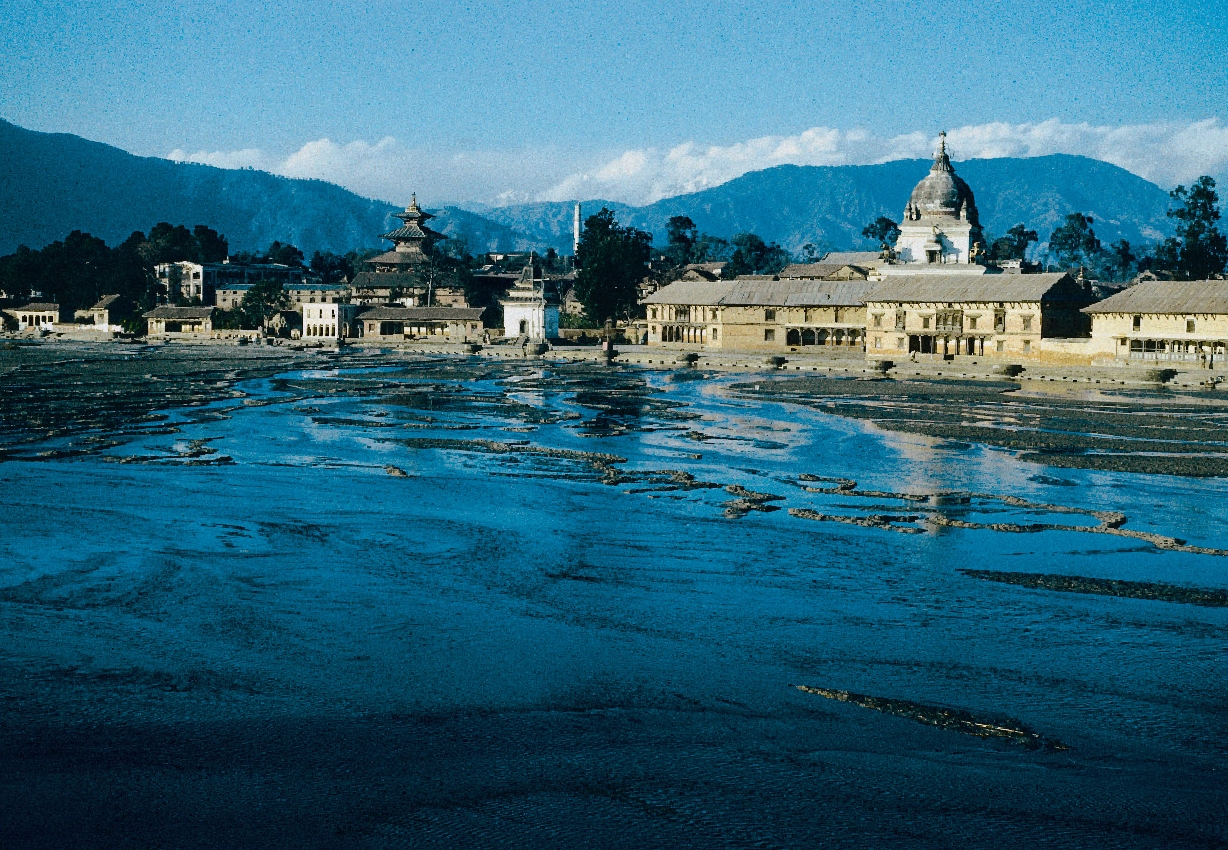
1950年代的巴格马蒂河

巴格马蒂河（尼瓦尔语：बागमती खुसी），是流经尼泊尔境内及印度比哈尔邦的河流。

## 简介
巴格马蒂河是尼泊尔加德满都谷地的河流，源出于加德满都谷地北部的肖普里山，向南出西瓦利克山流入下游平原，最终和北部低山地区两侧的众多小支流一同汇入恒河的支流戈西河。巴格马蒂河在尼泊尔被誉为圣河，是尼泊尔的印度教徒露天火葬场所。印度教徒相信，通过在圣河中及圣河畔举行的一系列仪式，逝者可通向轮回之所。
21世纪初，巴格马蒂河的污染已十分严重。尼泊尔各界先后多次开展河道清洁行动，但收效很小。